# Björn Linda
Björn Linda (* 30. April 1989 in Oberhausen) ist ein deutscher Eishockeytorwart, der seit November 2018 beim Herner EV in der Oberliga Nord unter Vertrag steht.

## Karriere
Björn Linda begann seine Karriere als Eishockeyspieler in der Nachwuchsabteilung der DEG Metro Stars, für die er in der Saison 2006/07 erstmals in der Deutschen Nachwuchsliga aktiv war und gleichzeitig seine ersten Einsätze für die deutsche U-18 Nationalmannschaft hatte. 
Anschließend spielte der Torwart zwei Jahre lang für die zweite Mannschaft der DEG Metro Stars in der viertklassigen Eishockey-Regionalliga, ehe er die Saison 2009/10 beim Herner EV in der Eishockey-Oberliga verbrachte. 
Zur Saison 2010/11 wurde Linda von den Kölner Haien aus der Deutschen Eishockey Liga verpflichtet, für die er am 12. September 2010, als er bei der 2:7-Auswärtsniederlage bei den Grizzly Adams Wolfsburg eingewechselt wurde, sein DEL-Debüt gab. Am 22. Oktober 2010 erhielt er eine Förderlizenz für den EV Duisburg aus der Oberliga West. Ein Jahr später wechselte er fest zum EV Duisburg und erhielt für die Saison 2012/13 eine Förderlizenz für die Düsseldorfer EG, für die er einige Spiele bestritt. 
Im Jahr 2012 gewann er die Wahl zum Sportler des Jahres der Stadt Duisburg.
In der Saison 2013/14 lief Linda für die Löwen Frankfurt in der Oberliga West auf und erhielt nach der Saison die Auszeichnung als bester Torwart der Liga. Nach einem kurzen Intermezzo bei den seinem Heimatverein Dinslaken Kobras zu Beginn der Saison 2014/15 wechselte er im Januar 2015 zurück in die Oberliga West, schloss sich dem EHC Neuwied an und unterschrieb für zweieinhalb Spielzeiten.
Nach dem Insolvenzantrags des EHC Neuwied wechselte Linda in die Oberliga Süd zum EHC Waldkraiburg. Mit starken Leistungen empfahl er sich für ein Engagement bei den Hannover Scorpions zur Saison 2017/2018.
Seit August 2018 steht Linda für den Deggendorfer SC in der DEL2 unter Vertrag.